# Chapelle Notre-Dame-des-Pins de La Palmyre
La chapelle Notre-Dame-des-Pins de La Palmyre est située à la Palmyre sur la commune des Mathes en Charente-Maritime. Elle a été inaugurée en octobre 1991.

## Description
La première chapelle Notre-Dame-des-Pins, fut détruite car jugée insuffisante aux besoins du culte. La nouvelle chapelle, dépourvue de murs et largement ouverte sur les bois environnants, est composée de quatre travées avec une charpente de pin maritime, supportée par des piliers. Une ouverture dans la toiture, au-dessus de  l'autel assure son éclairage. Une sacristie est aménagée dans un angle du chœur.

## Localisation
L'église est située dans une petite pinède au milieu des petites dunes dans le centre de la Palmyre. La Palmyre est un petit quartier touristique dépendant de la commune des Mathes sur la presqu'île d'Arvert.

## Galerie

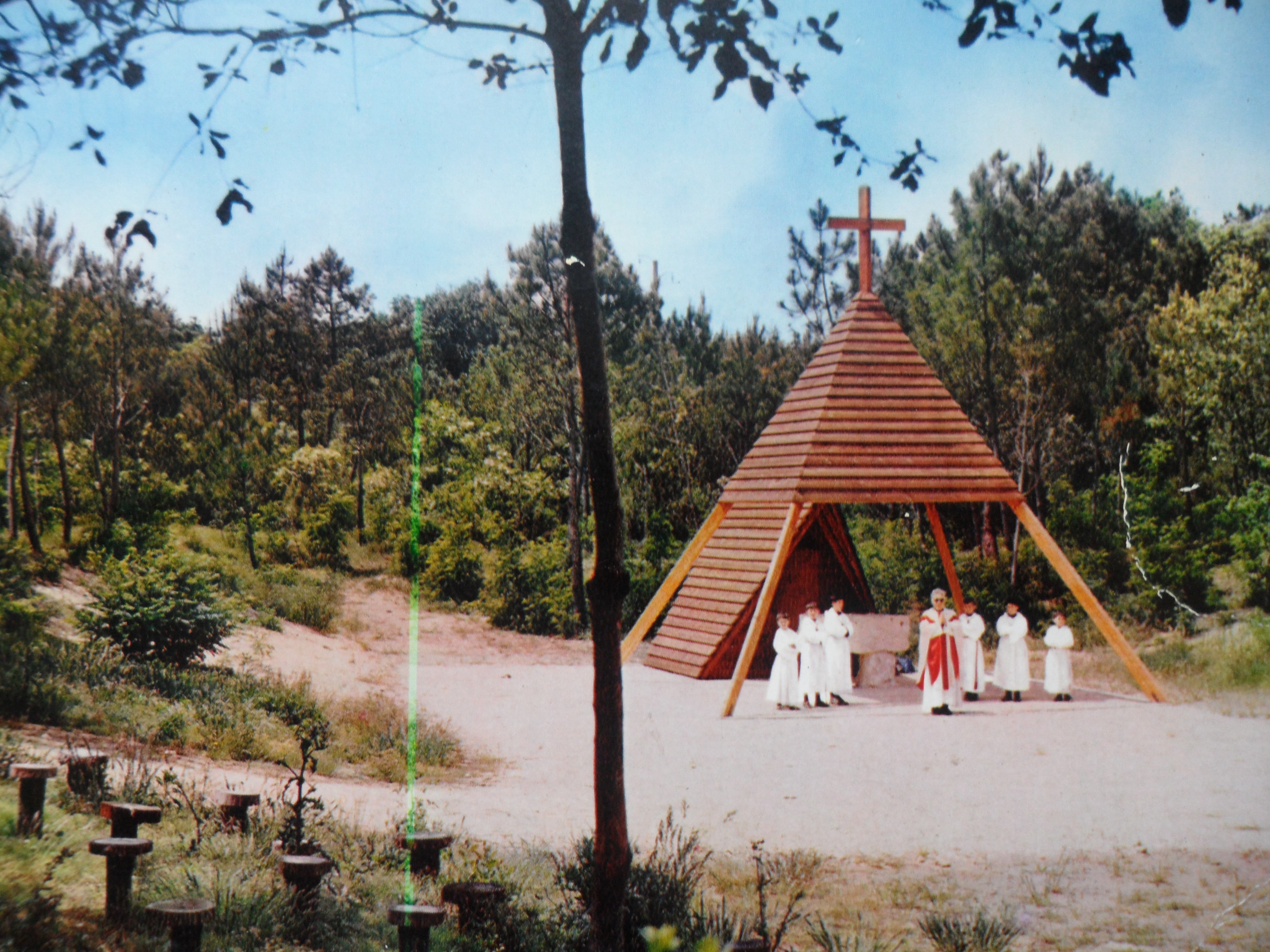
La première église Notre-Dame-des-Pins.
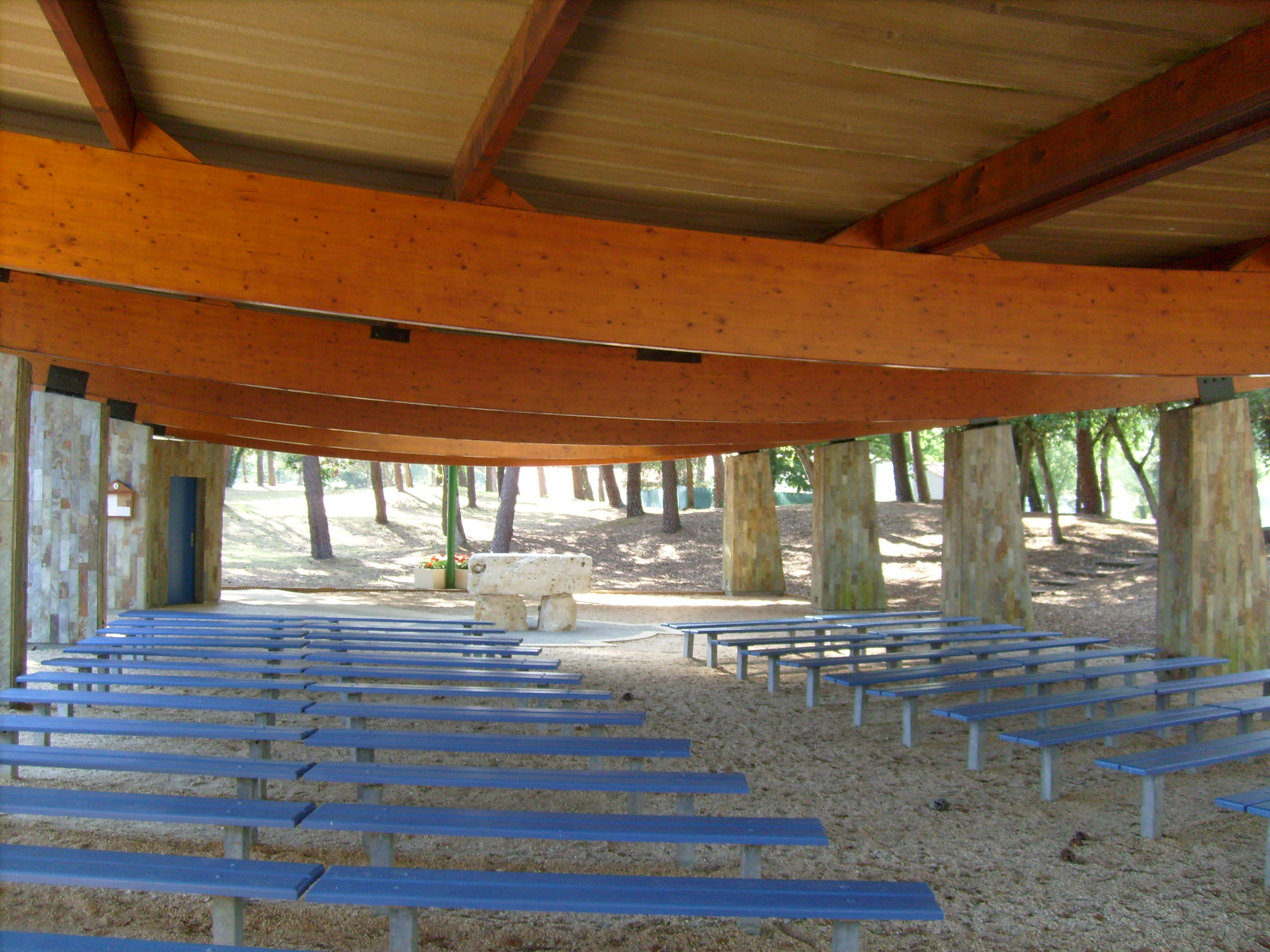
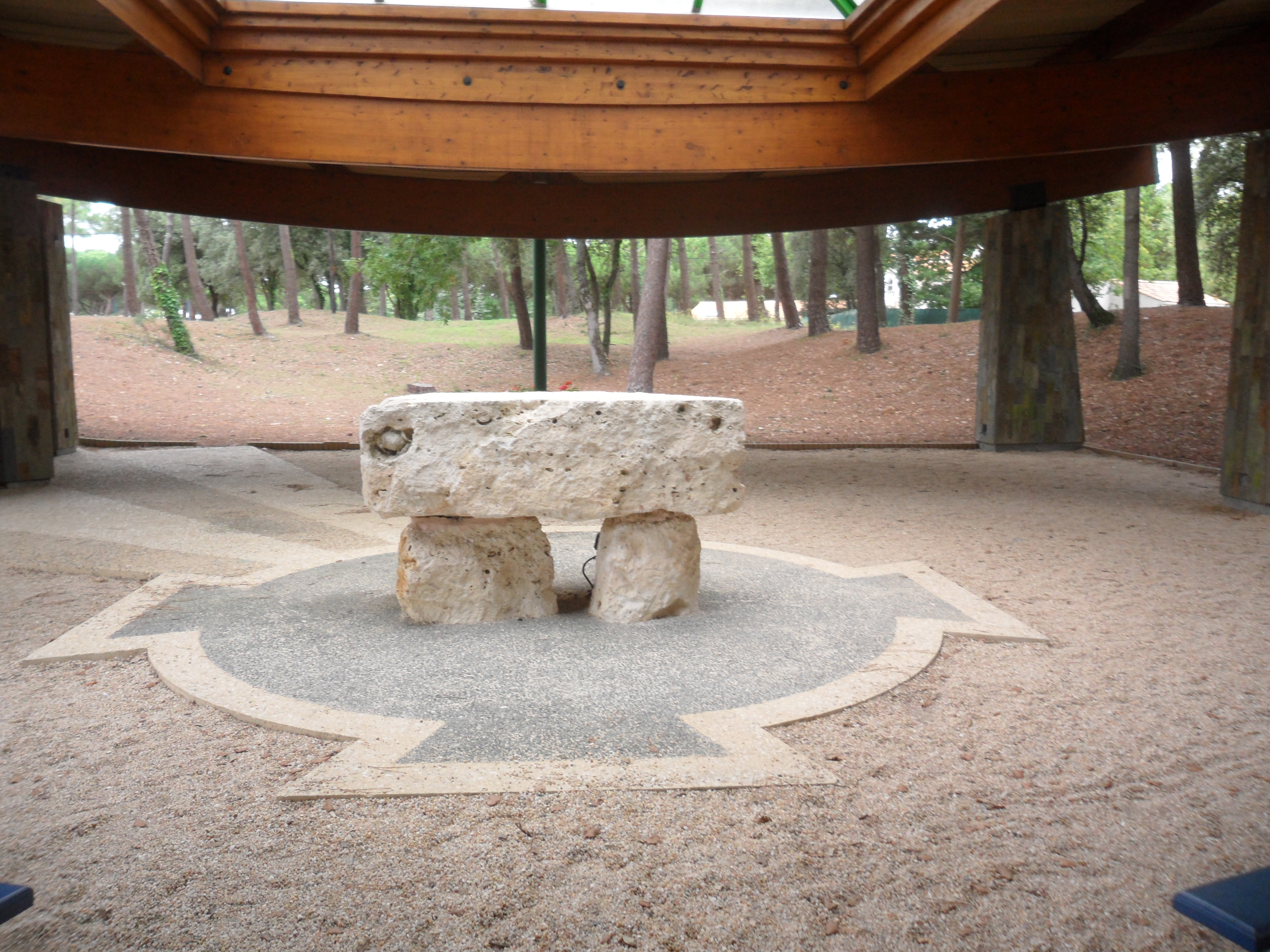
L'autel.
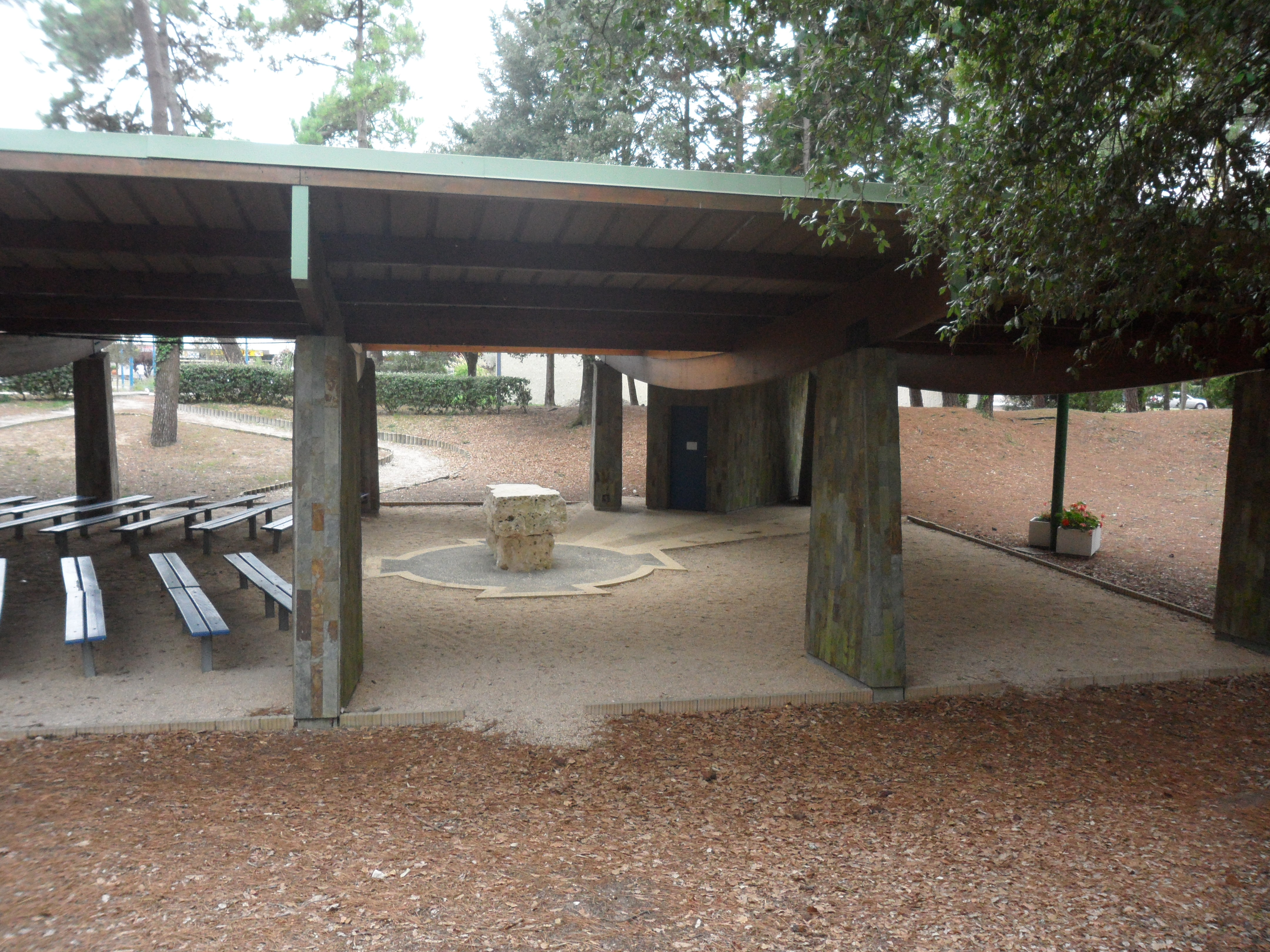